# Kornel Makuszyński
Kornel Makuszyński (Stryj, 8 gennaio 1884 – Zakopane, 31 luglio 1953) è stato uno scrittore, poeta e giornalista polacco, noto per aver scritto numerosi romanzi per i giovani.